# Hans Kaufmann (Regisseur, 1876)
Hans Kaufmann (* 26. November 1876 in Berlin; † 17. Juli 1957 in Detmold) war ein deutscher Theaterregisseur, Dramaturg und Intendant.

## Leben
Hans Kaufmann wurde 1876 als Sohn jüdischer Eltern geboren. Er besuchte bis 1896 das Französische Gymnasium in Berlin, absolvierte anschließend ein Studium der Rechte, erlernte die Bühnenpraxis bei Otto Brahm und machte ein Praktikum bei André Antoine in Paris. Von 1904 bis 1911 betätigte er sich als Schauspieler an mittleren deutschen Bühnen und als Dramaturg und Regisseur am Berliner Schillertheater und wirkte bis 1920 am Deutschen Opernhaus in Charlottenburg, ehe er Intendant wurde. Diese Tätigkeit übte er von 1920 bis 1925 am Landestheater und bei den Kammerspielen im Schloss in Braunschweig und bis 1931 am Stadttheater in Bern aus.
1932 kehrte er nach Deutschland zurück, wurde nach der Machtergreifung durch die Nationalsozialisten und die zunehmende Gefahr für jüdische Bürger 1941/42 im Hause von Manfred Fuhrmanns Mutter in Hiddesen aufgenommen. Nach einer Denunziation wurde er für drei Jahre nach Theresienstadt deportiert und kehrte anschließend dorthin zurück, um sich in Detmold von 1945 bis 1946 als Intendant des Landestheaters zu betätigen. Dort lebte er bis zu seinem Tod 1957.
Hans Kaufmann heiratete 1914 Gertrud Seligmann. Die Ehe wurde 1927 geschieden. In zweiter Ehe heiratete er 1927 die Schauspielerin Theamaria Lenz (eigentlich Theresa L. E. Staadt), von der er 1936/37 geschieden wurde, damit sie ihre Karriere fortsetzen und die Familie ernähren konnte.